# Charles Davenant

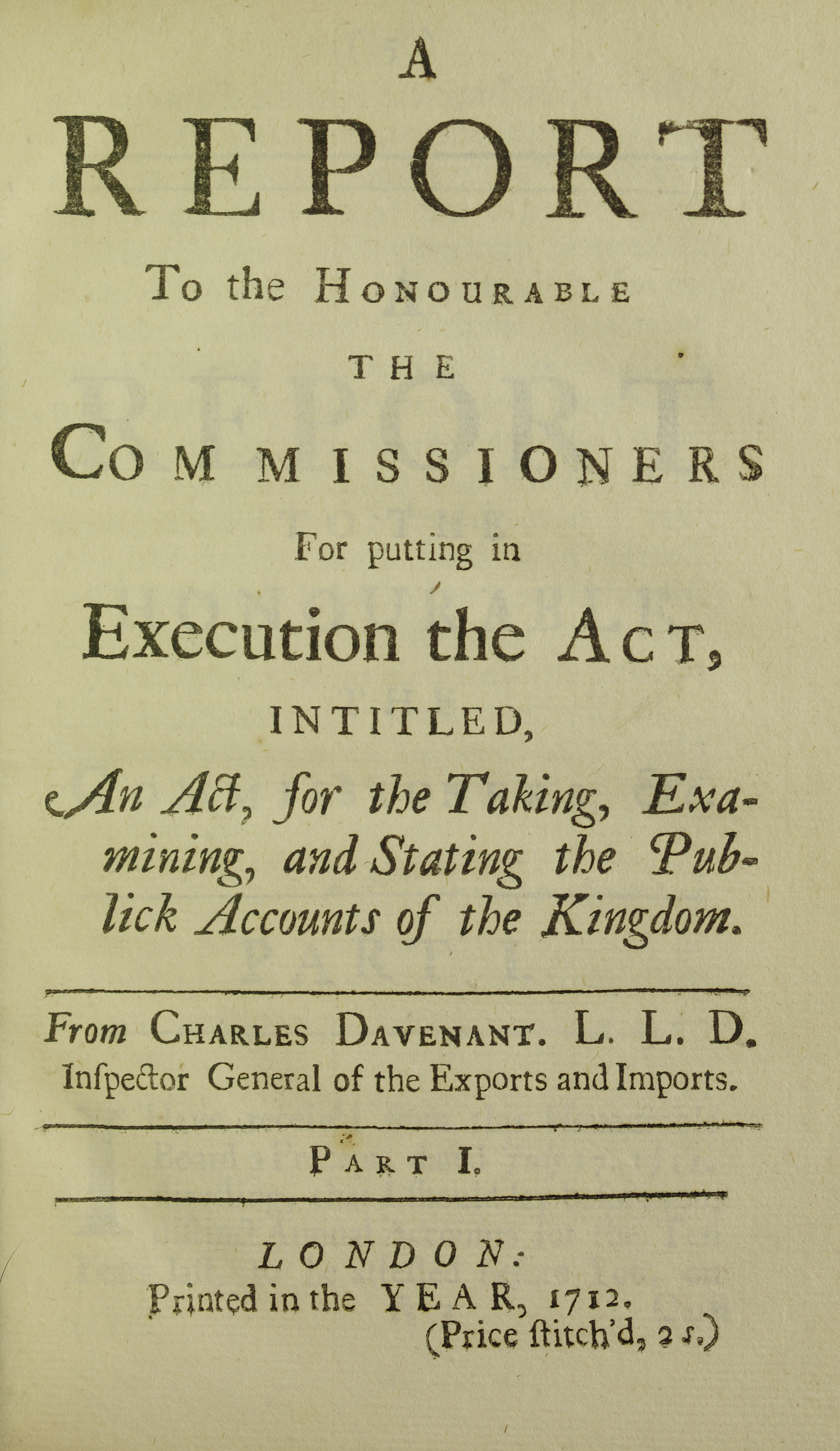
Report to the honourable the commissioners, 1712

Charles Davenant, född 1656 i London, död 1714, var en engelsk nationalekonom och politiker. Han var son till William Davenant.
Davenant var ämbetsman 1683-1689, men föll därefter i onåd, återvände till statens tjänst under drottning Annas regering och blev 1705 överinspektör för exporten och importen. I sitt ekonomiska författarskap var Davenant i stort sett merkantilist men utan överdrifter. Han vände sig mot statens metod att täcka sina krigskostnader med lån. Bland hans skrifter märks Way and means of supplying the war (1695) samt Discourse on the public revenues and on the trade of England (1698). En samlad upplaga av hans verk utgavs 1771 av C. Whitworth.